# River Heads
River Heads ist ein Ort in Australien, der auf einer Halbinsel an der Ostküste von Queensland liegt. Die nächste größere Stadt Hervey Bay ist 18 Kilometer weiter nördlich, Brisbane liegt 229 Kilometer südlich. Im Jahr 2021 wurden in River Heads 2044 Einwohner gezählt.

## Lage
Die Halbinsel, auf der River Heads liegt, ist von der Great Sandy Strait und den Mündungen des Susan River und des Mary River umgeben. Der Susan River im Westen mündet südlich von River Heads in den Mary River, der gleich anschließend ins Meer mündet. Die rund vier Kilometer lange Halbinsel läuft spitz gegen Südsüdost zu. Der Ort erstreckt sich über die ganze Halbinsel und zieht sich entlang der Straße nach Hervey Bay noch etwas nach Norden.

## Infrastruktur
Touristen, die das UNESCO-Welterbe K’gari besuchen, nutzen meist die von River Heads aus verkehrenden Fähren, die beim Anleger am Ende der Halbinsel ablegen.
Der Ort hat im Progress Park eine Grillstation. Es gibt einen Supermarkt, ein Fitnesszentrum, ein Immobilienbüro und ein Geschäft zum Kauf von Getränken. Ferner gibt es einen gesicherten Parkplatz für die Fahrzeuge der Besucher von K’gari wie auch für Bootsportler. Eine Rampe zum Wassern von Booten ist ebenso vorhanden.
River Heads ist bekannt für sein Angelrevier, in dem man von Felsen aus angeln kann. Delfine wie der seltene Buckeldelfin und Dugongs sind dort sehr zutraulich.
Der Ort, der an Great Sandy Strait liegt, unterliegt an der Küstenlinie einem starken Tidenhub.